# Couthenans
Couthenans est une commune française située dans le département de la Haute-Saône, la région culturelle et historique de Franche-Comté et la région administrative Bourgogne-Franche-Comté.

## Géographie

### Situation
Couthenans est situé au sud-est du département de la Haute-Saône, à proximité d'Héricourt, de Belfort et de Montbéliard. Ce village fait partie de la communauté de communes du Pays d'Héricourt. 

### Géologie
Le territoire communal repose sur le bassin houiller keupérien de Haute-Saône et le gisement de schiste bitumineux de Haute-Saône daté du Toarcien.

### Climat
Pour des articles plus généraux, voir Climat de la Bourgogne-Franche-Comté et Climat de la Haute-Saône.
En 2010, le climat de la commune est de type climat de montagne, selon une étude du Centre national de la recherche scientifique s'appuyant sur une série de données couvrant la période 1971-2000. En 2020, Météo-France publie une typologie des climats de la France métropolitaine dans laquelle la commune est exposée à un climat semi-continental et est dans la région climatique  Lorraine, plateau de Langres, Morvan, caractérisée par un hiver rude (1,5 °C), des vents modérés et des brouillards fréquents en automne et hiver.
Pour la période 1971-2000, la température annuelle moyenne est de 10 °C, avec une amplitude thermique annuelle de 17,2 °C. Le cumul annuel moyen de précipitations est de 1 341 mm, avec 13,3 jours de précipitations en janvier et 10,7 jours en juillet. Pour la période 1991-2020, la température moyenne annuelle observée sur la station météorologique de Météo-France la plus proche, « Étobon », sur la commune d'Étobon à 7 km à vol d'oiseau, est de 10,7 °C et le cumul annuel moyen de précipitations est de 1 272,5 mm. 
La température maximale relevée sur cette station est de 38,5 °C, atteinte le 24 juillet 2019 ; la température minimale est de −18 °C, atteinte le 1er mars 2005,,.
Les paramètres climatiques de la commune ont été estimés pour le milieu du siècle (2041-2070) selon différents scénarios d'émission de gaz à effet de serre à partir des nouvelles projections climatiques de référence DRIAS-2020. Ils sont consultables sur un site dédié publié par Météo-France en novembre 2022.

## Urbanisme

### Typologie
Au 1er janvier 2024, Couthenans est catégorisée bourg rural, selon la nouvelle grille communale de densité à sept niveaux définie par l'Insee en 2022.
Elle est située hors unité urbaine. Par ailleurs la commune fait partie de l'aire d'attraction de Montbéliard, dont elle est une commune de la couronne,. Cette aire, qui regroupe 137 communes, est catégorisée dans les aires de 50 000 à moins de 200 000 habitants,.

### Occupation des sols
L'occupation des sols de la commune, telle qu'elle ressort de la base de données européenne d’occupation biophysique des sols Corine Land Cover (CLC), est marquée par l'importance des territoires agricoles (39,6 % en 2018), en diminution par rapport à 1990 (43 %). La répartition détaillée en 2018 est la suivante : 
prairies (35,1 %), forêts (30,1 %), zones urbanisées (26,9 %), zones agricoles hétérogènes (4,5 %), zones industrielles ou commerciales et réseaux de communication (3,4 %). L'évolution de l’occupation des sols de la commune et de ses infrastructures peut être observée sur les différentes représentations cartographiques du territoire : la carte de Cassini (XVIIIe siècle), la carte d'état-major (1820-1866) et les cartes ou photos aériennes de l'IGN pour la période actuelle (1950 à aujourd'hui).

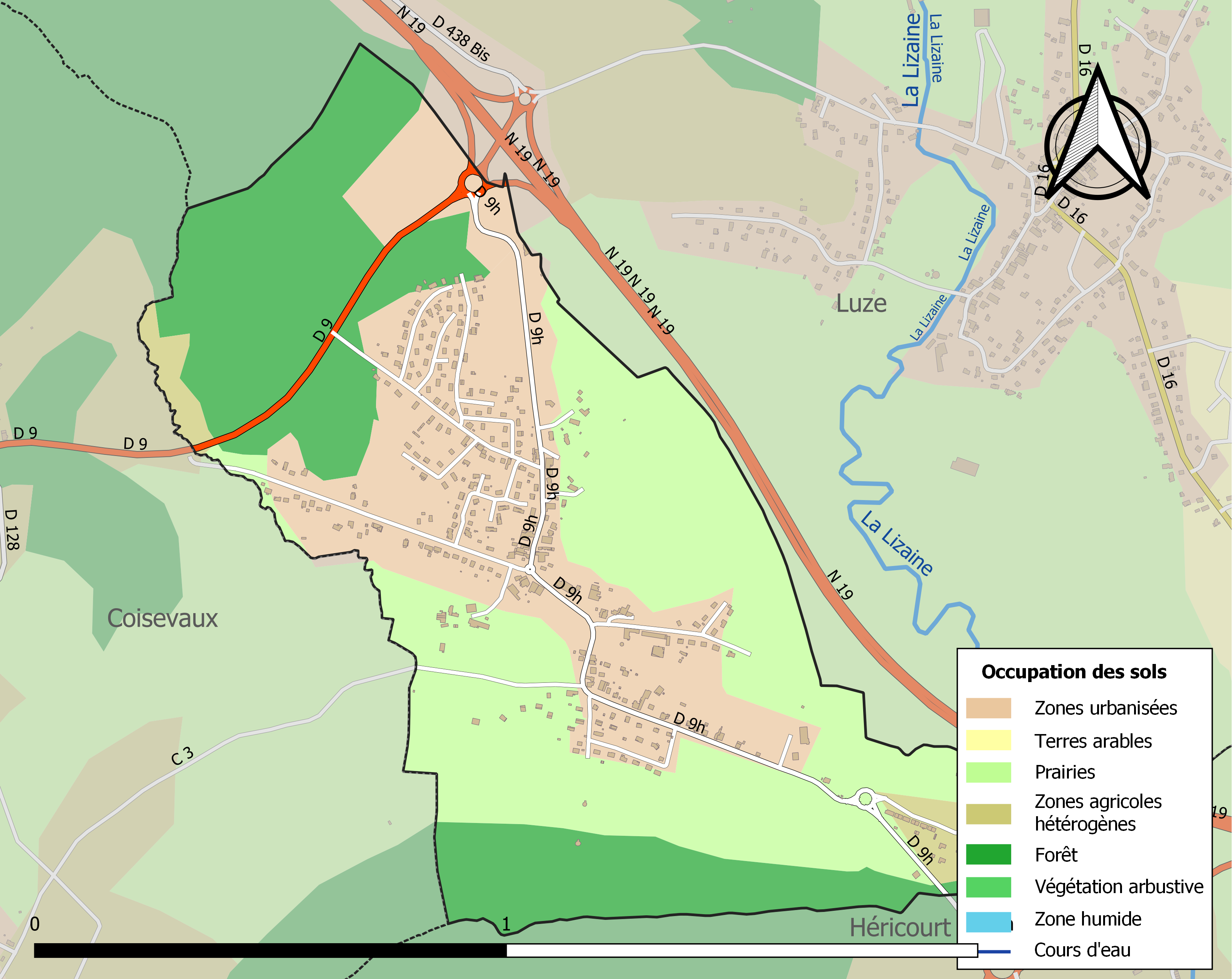
Carte des infrastructures et de l'occupation des sols de la commune en 2018 (CLC).

## Toponymie
L'origine du nom de Couthenans fait l'objet de plusieurs hypothèses. Selon l'historien Charles Duvernoy, il pourrait être lié aux caractéristiques marécageuses de la partie basse du village, dues à la présence de nombreux cours d'eau. Il suggère une origine germanique, où Coth ou Koth, signifiant "boue" et an, "habitation", soit habitation dans la boue.
Une autre hypothèse est avancée par le Dictionnaire des communes de la Haute-Saône. Le nom de Couthenans proviendrait du prénom germanique Godin, latinisé en Cotinus. Le suffixe « ingos » aurait été présent dans les premières appellations, ce qui signifierait « le clan de Godin ».

## Histoire
Ce village aurai été fondé aux environs de l'an mille. En 1257, les droits sur le fief de Couthenans sont vendus par l'abbaye de Lure à Richard de Belfort. En 1290, Hugues de Bourgogne le reçoit du comte de Bourgogne. En 1349, Eudes IV, duc de Bourgogne, le rend à Jeanne de Montbéliard, fille de Renaud de Bourgogne, comte de Montbéliard et comte de Belfort.
En 1583, Couthenans intègre le comté de Montbéliard par sa vente des seigneurs du Magny-Danigon au comte Frédéric de Wurtemberg. Le 4 novembre de la même année, les villageois sont affranchis par le comte de Montbéliard.
Couthenans est un village du comté de Montbéliard au sein de la principauté de Montbéliard.
Après le rattachement de la principauté de Montbéliard à la France en 1793, la commune change plusieurs fois de département :
- 10 octobre 1793 : Haute-Saône ;
- 9 décembre 1793: Doubs
- 29 juin 1797 : Mont-Terrible ;
- 1801 : Haut-Rhin ;
- 1816 : Doubs ;
- 26 mars 1829 : Haute-Saône[17].

### La manufacture Méquillet-Noblot
La manufacture Méquillet-Noblot est une usine de filage, tissage et d'impression sur étoffes située à la limite avec Héricourt.
En 1809, Jean-Georges Noblot achète le moulin dit de Chevret, situé le long de la Lizaine sur le chemin conduisant de Couthenans au hameau de Saint-Valbert, pour le transformer en aciérie. En 1811, il s'associe avec Louis-David Méquillet et Jacques-Frédéric Méquillet sous la raison sociale Méquillet-Noblot & Cie. Le moulin est transformé en filature mécanique actionné par la force hydraulique. Quelques années après, les Méquillet-Noblot font l’acquisition du moulin de Saint-Valbert, à quelques centaines de mètres en aval de la filature de Chevret. Il est détruit car la retenue d’eau qu’il génère est jugée néfaste au fonctionnement de la filature.

### Couthenans et l'élevage laitier
Lors du recensement de 1793, Jean Graber exploite une ferme de 42 vaches sur le territoire de ce village. Selon les archives, l'installation de la famille Graber à Couthenans est estimée aux environs de la moitié du XVIIIe siècle. En 1872, Joseph Graber présente lors du comice agricole de Langres, une de ses vaches sous la dénomination de vache Montbéliarde,. Il s'agit de la première dénomination sous ce nom lors d'un concours agricole de la vache d'Alsace. Après la perte de l'Alsace en 1871, cette appellation ne peut plus être utilisée. Le nom de Montbéliarde est choisi en référence à la principauté de Montbéliard, terre d'accueil des ancêtres de Joseph Graber, installés à Couthenans depuis le milieu du XVIIIe siècle. Cette race est reconnue officiellement lors de l'exposition Universelle de Paris en 1889 par l'appui de Jules Viette, ministre de l'Agriculture et député du Doubs.
La montbéliarde est une race bovine française issue du métissage de races autochtones franc-comtoises et de race venue de Suisse. C'est une race du rameau Pie rouge des montagnes, issue de métissage entre variétés franc-comtoises et suisses entre les XVIIIe et XIXe siècles.
C'est une race mixte : elle est une laitière reconnue, appréciée notamment pour la fabrication de fromages célèbres (comté, morbier, bleu de Gex ou encore Mont d'Or).

## Politique et administration

Carte départementale représentant en rouge la communauté de communes du Pays d'Héricourt.

### Rattachements administratifs et électoraux
La commune fait partie de l'arrondissement de Lure du département de la Haute-Saône, en région Bourgogne-Franche-Comté. Pour l'élection des députés, elle fait partie de la deuxième circonscription de la Haute-Saône.
Elle était historiquement rattachée depuis 1801 au canton d'Héricourt. Celui-ci a été scindé en 1985 et la commune rattachée au canton de Héricourt-Ouest. Dans le cadre du redécoupage cantonal de 2014 en France, la commune fait désormais partie du canton d'Héricourt-2

### Intercommunalité
La commune est membre de la communauté de communes du Pays d'Héricourt, intercommunalité créée au 1er janvier 2001

### Liste des maires

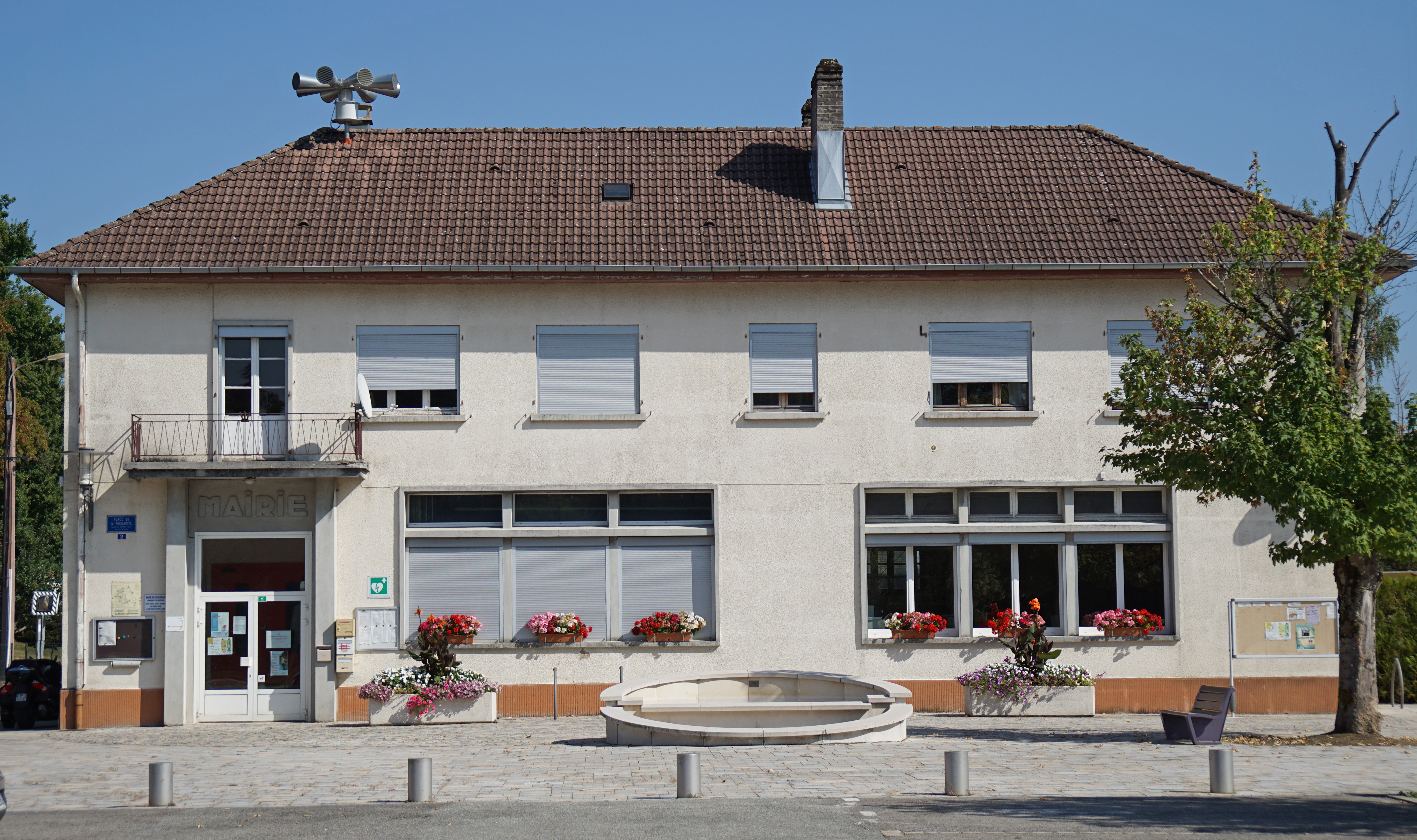
La mairie.

| Période      | Période                      | Identité                 | Étiquette | Qualité                            |
| ------------ | ---------------------------- | ------------------------ | --------- | ---------------------------------- |
|              | 1845                         | Frédéric Ferrand         |           |                                    |
| 1845         | 1871                         | Pierre Nicolas Dormoy    |           |                                    |
| 1871         | 1880                         | Georges Louis Dormoy     |           |                                    |
|              | juillet 1887                 | David Frederic Dormoy    |           | Fabricant d'horlogerie             |
| octobre 1887 | avril 1897                   | Charles Edmond Noblot    |           |                                    |
| juin 1897    |                              | Henri Sahler             |           |                                    |
|              |                              |                          |           |                                    |
| mars 1977    | mars 2008                    | Jacques Bernadin         | PCF       | Instituteur                        |
| mars 2008    | mars 2014                    | Nasser Diffalah          | PCF       |                                    |
| mars 2014,   | juillet 2020                 | Jean-Denis Perret-Gentil |           | Cadre administration pénitentiaire |
| juillet 2020 | En cours (au 4 juillet 2020) | Jean-Pierre Jeanroy      |           | Agent d’usinage                    |

## Population et société

### Démographie
L'évolution du nombre d'habitants est connue à travers les recensements de la population effectués dans la commune depuis 1793. Pour les communes de moins de 10 000 habitants, une enquête de recensement portant sur toute la population est réalisée tous les cinq ans, les populations de référence des années intermédiaires étant quant à elles estimées par interpolation ou extrapolation. Pour la commune, le premier recensement exhaustif entrant dans le cadre du nouveau dispositif a été réalisé en 2004.

En 2022, la commune comptait 714 habitants, en évolution de −3,64 % par rapport à 2016 (Haute-Saône : −1,4 %, France hors Mayotte : +2,11 %).
| 1793 | 1800 | 1806 | 1821 | 1831 | 1836 | 1841 | 1846 | 1851 |
| ---- | ---- | ---- | ---- | ---- | ---- | ---- | ---- | ---- |
| 119  | 160  | 189  | 268  | 216  | 256  | 267  | 308  | 299  |

| 1856 | 1861 | 1866 | 1872 | 1876 | 1881 | 1886 | 1891 | 1896 |
| ---- | ---- | ---- | ---- | ---- | ---- | ---- | ---- | ---- |
| 281  | 275  | 244  | 239  | 287  | 373  | 331  | 301  | 299  |

| 1901 | 1906 | 1911 | 1921 | 1926 | 1931 | 1936 | 1946 | 1954 |
| ---- | ---- | ---- | ---- | ---- | ---- | ---- | ---- | ---- |
| 353  | 342  | 349  | 329  | 331  | 328  | 317  | 312  | 342  |

| 1962 | 1968 | 1975 | 1982 | 1990 | 1999 | 2004 | 2006 | 2009 |
| ---- | ---- | ---- | ---- | ---- | ---- | ---- | ---- | ---- |
| 350  | 387  | 680  | 677  | 710  | 717  | 793  | 787  | 779  |

| 2014 | 2019 | 2022 | - | - | - | - | - | - |
| ---- | ---- | ---- | - | - | - | - | - | - |
| 755  | 707  | 714  | - | - | - | - | - | - |

### Santé
L'hôpital le plus proche est l'hôpital Nord Franche-Comté situé à Trévenans, dans le Territoire de Belfort (département voisin), entre Belfort et Montbéliard,.

### Sports
L'association Cyclo Club de Couthenans organise chaque année une randonnée cyclotourisme, dont la 25e édition a eu lieu le 18 septembre 2016.

## Économie

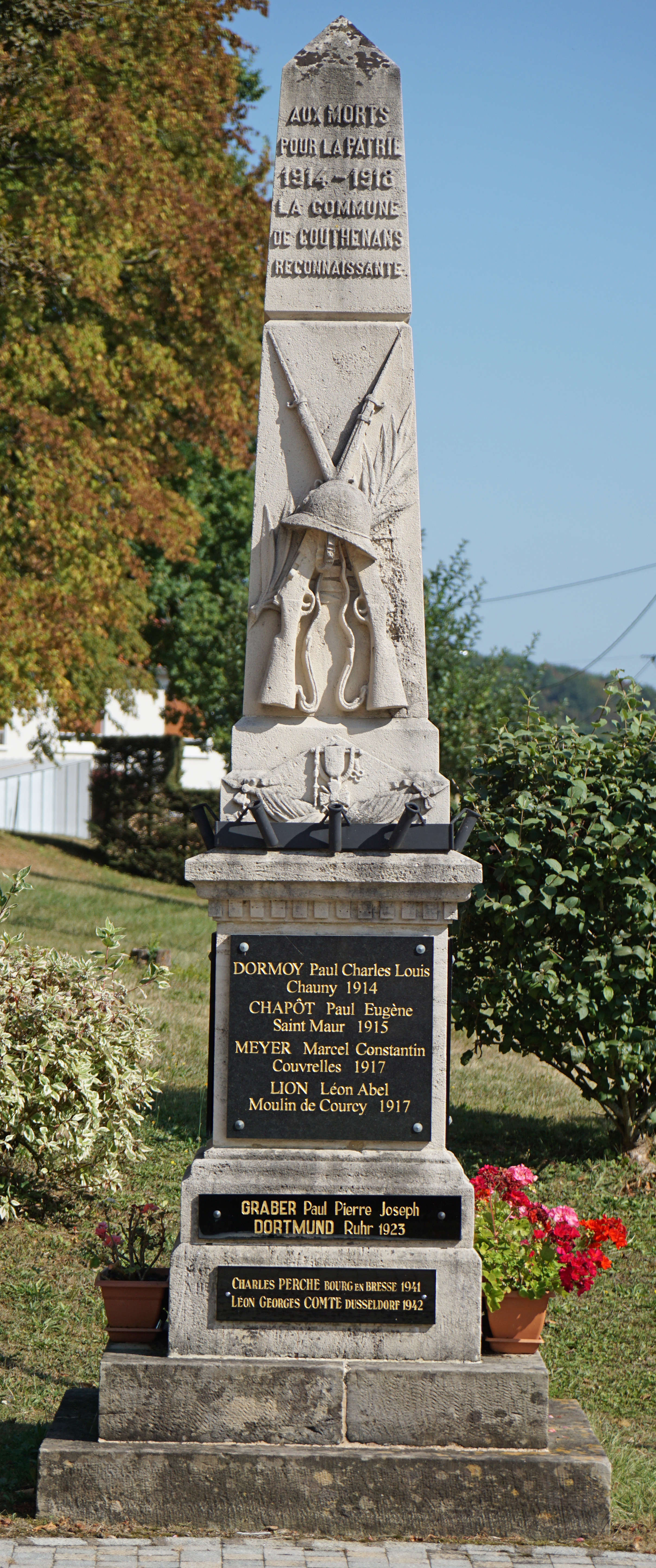
Le monument aux morts.

## Lieux et monuments
- Temple protestant des XVIIe et XIXe siècles.

Le temple protestant.
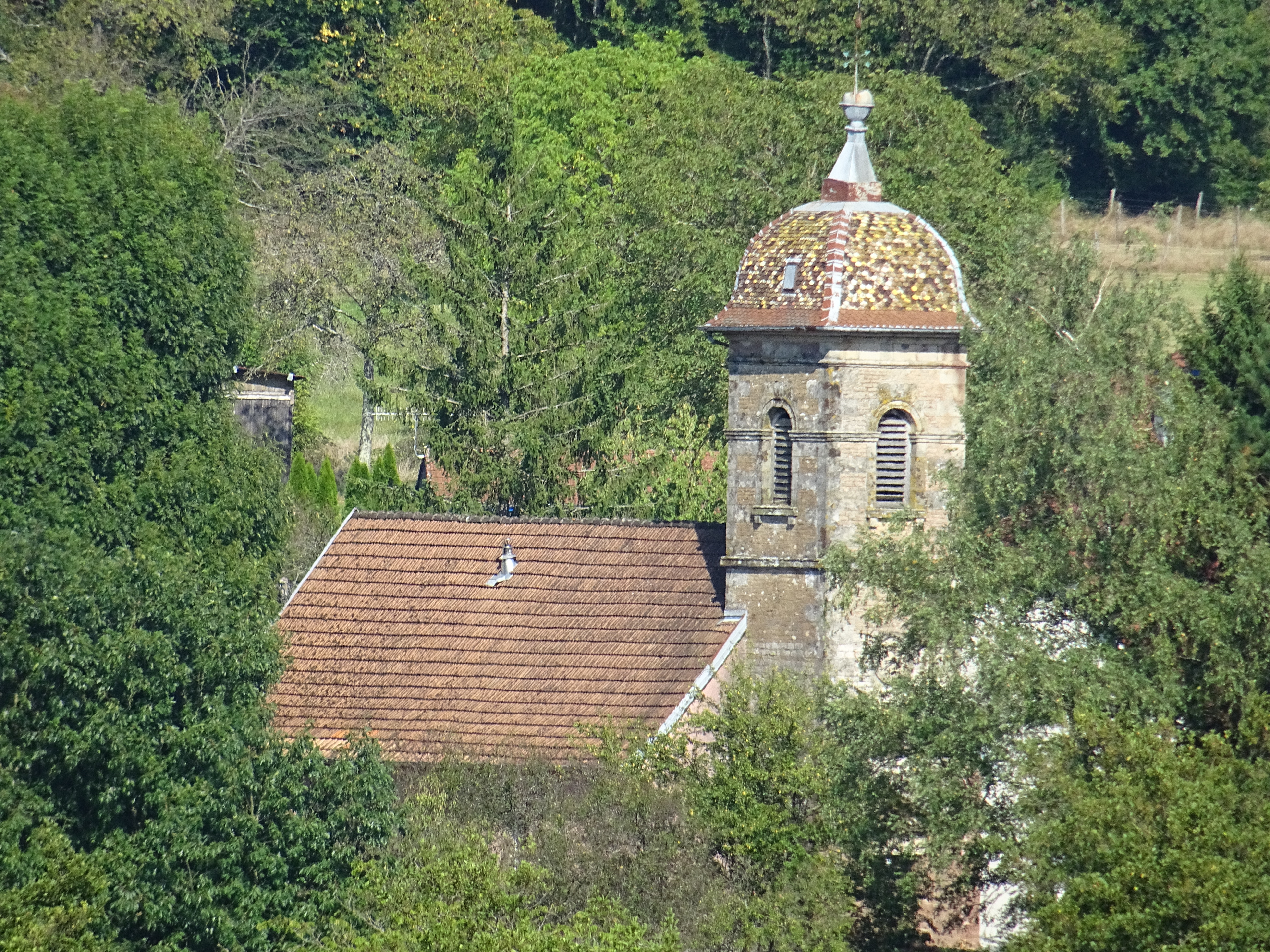
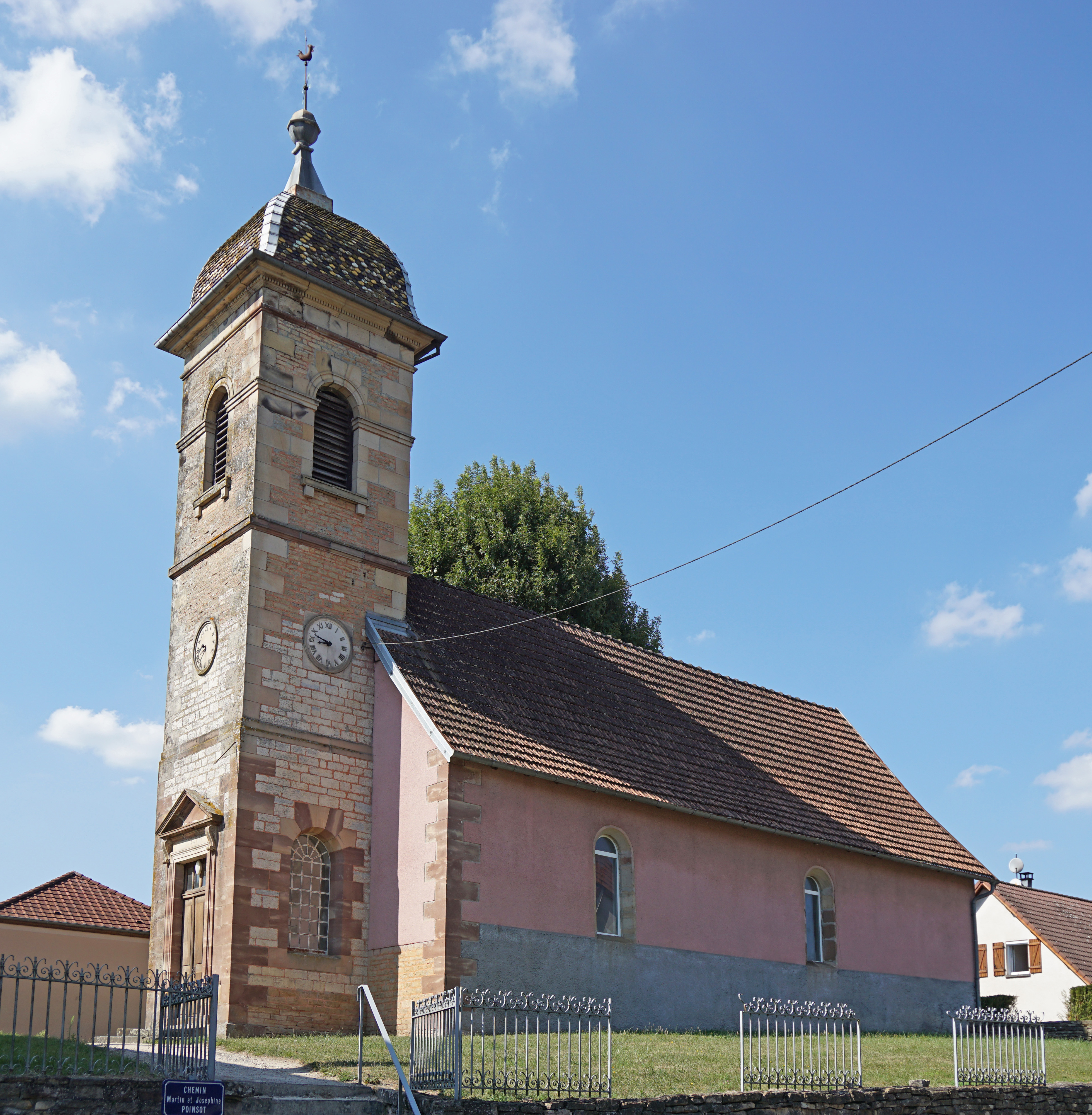
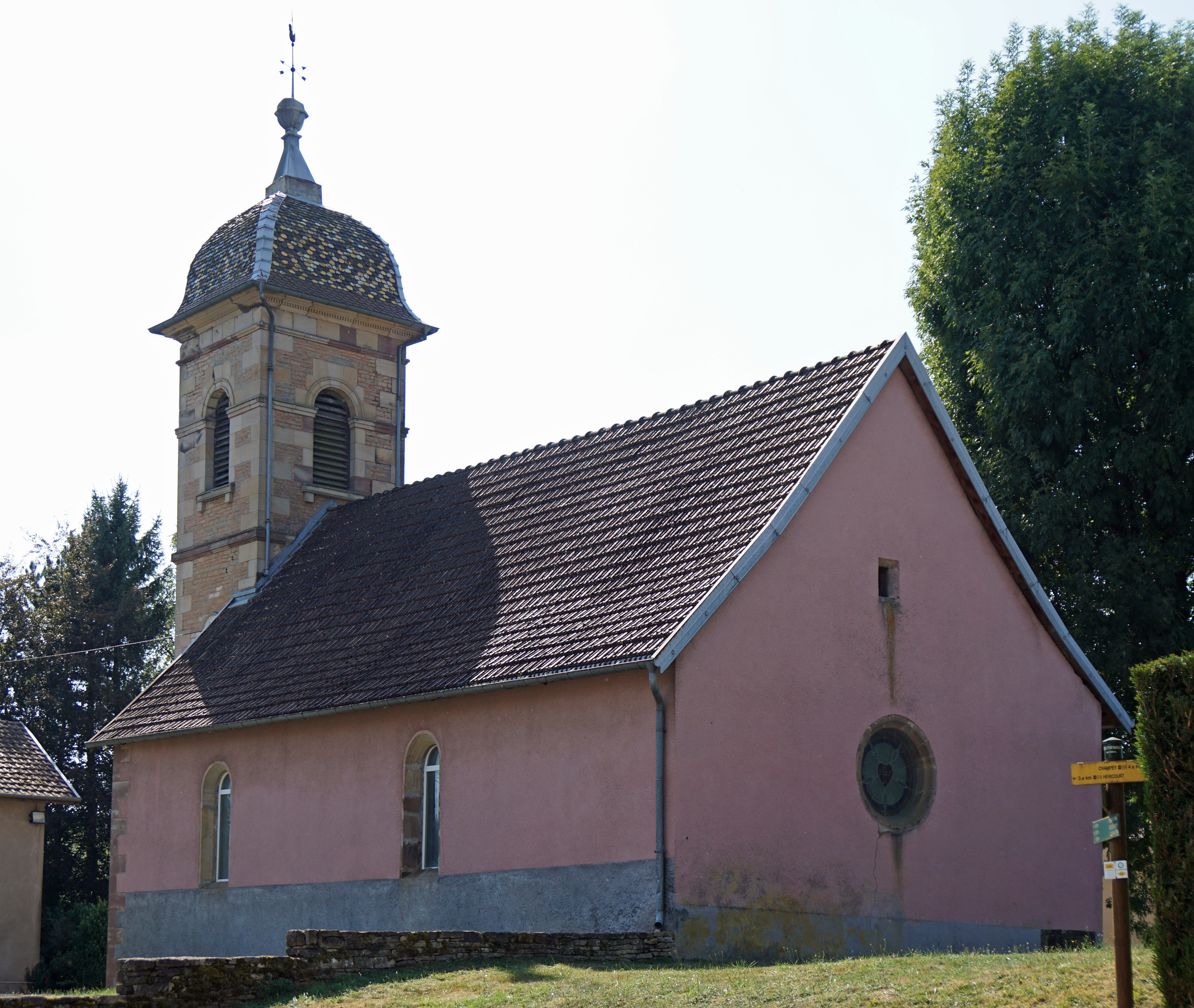
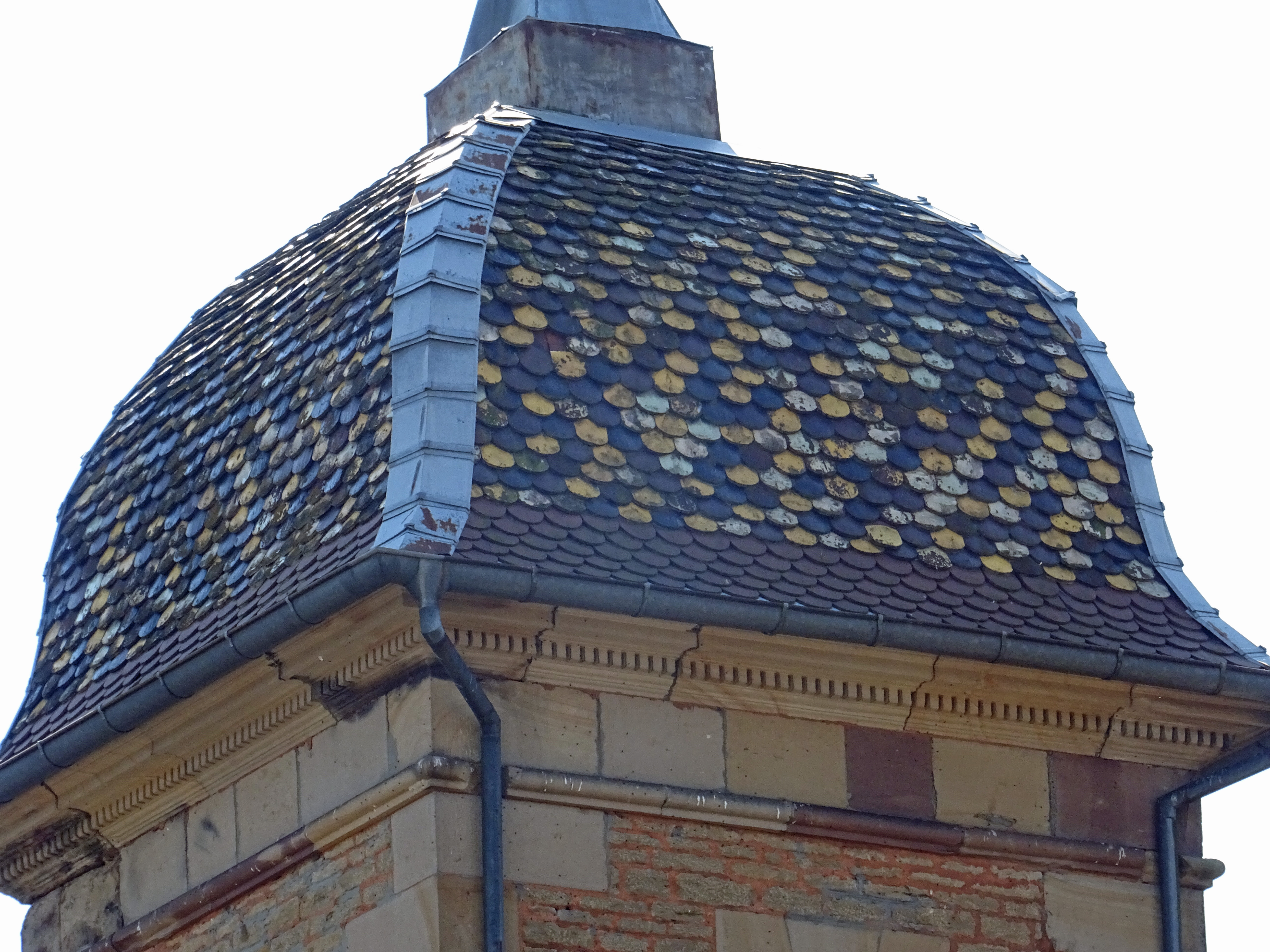

- Filature puis tissage de coton dit Moulin de Chevret, grand bâtiment à architecture remarquable, rénové en appartements en 2013[33].
- Moulin de Couthenans sur le Réchal (ruisseau de l'étang), reconstruit en 1799, sans activité depuis la Seconde Guerre mondiale[34].

## Personnalités liées à la commune
- Pierre Jacques Dormoy (1825-1892), ingénieur, inventeur, chef d'industrie, créateur des fonderies Dormoy à Bordeaux[35].
- Joseph Graber (1840-1923), agriculteur, premier à utiliser la dénomination « race Montbéliarde » lors d'un concours agricole en 1872 pour présenter une de ses vaches laitières[36]. Il reçoit la Légion d’honneur le 31 juillet 1889 pour les services rendus à l’agriculture et pour la multitude de ses récompenses (186 prix)[37].